# Caion
Herlison Caion de Sousa Ferreira (sinh ngày 5 tháng 10 năm 1990), còn được gọi là Caion, là một cầu thủ bóng đá người Brasil thi đấu ở vị trí tiền đạo cho Chonburi tại Thai League 1.